# Плимът
Вижте пояснителната страница за други значения на Плимът.
Плѝмут (на английски: Plymouth, произнася се ˈplɪməθ, звуков файл и буквени символи за произношение ) е град в Югозападна Англия, в церемониалното графство Девън. Населението му е около 246 000 души (2005).

## География
Разположен е на полуостров Корнуол при вливането на реките Плим и Тамар в Ла Манш.

## История
Основан е през 13 век.

## Икономика
Важно външнотърговско пристанище на протока Ла Манш. Голям жп възел и военноморска база. машиностроене, корабостроене, химическа и порцеланова промишленост. Риболовна база и морски биологичен институт.

## Образование
В Плимът се намира и един от най-големите университети във Великобритания – Плимутският университет.

## Култура
В Плимът и околностите му са снимани по-голямата част от филмите по романите на писателката Роузамънд Пилчър.

## Спорт
Представителният футболен отбор на града носи името ФК Плимут Аргайл.

## Личности
Родени
- Тобайас Фюрно (1735 – 1781), военноморски офицер, мореплавател, пътешественик-изследовател
- Уилям Блай (1754 – 1817), вицеадмирал от Британския кралски флот, колониален администратор, изследовател
- Едмънд Локир (1784 – 1860), армейски офицер, изследовател на Австралия
- Доналд Уиникът (1896 – 1971), лекар-педиатър и психоаналитик
- Мерсия Макдермот (1927 – 2023), английска писателка, българист
- Роузи Хънтингтън-Уайтли (р. 1987), манекенка, актриса, дизайнерка и бизнес дама
- Том Дейли (р. 1994), състезател по скокове във вода

## Побратимени градове
- Брест, Франция от 1963 г.
- Гдиня, Полша от 1976 г.
- Новоросийск, Русия от 1990 г.
- Сан Себастиан, Испания от 1990 г.
- Плимът (Масачузетс), САЩ от 2001 г.